# Spinea
Spinea (Spinèa in veneto) è un comune italiano di 27 854 abitanti della città metropolitana di Venezia in Veneto.
Fa parte del comprensorio del Miranese, che comprende complessivamente sette comuni (oltre a Spinea, Mirano, Santa Maria di Sala, Noale, Salzano, Martellago e Scorzè).
Il capoluogo comunale sorge lungo l'importante strada di collegamento Mestre-Padova che passa anche per Mirano, la strada "Miranese" (strada provinciale 32).
Spinea fa riferimento a Mirano sia per quanto concerne l'assistenza ospedaliera (Ospedale di Mirano, appartenente all'ULSS 3 "Serenissima"), sia scolastica superiore (Distretto scolastico di Mirano). Un tempo, apparteneva inoltre al Collegio elettorale del Miranese, oggi abolito, il quale, oltre ai sette tradizionali comuni del comprensorio, comprendeva anche Pianiga. In base alla legge regionale 36 del 12 agosto 1993 il suo territorio rientra nell'Area metropolitana di Venezia.
Dal punto di vista ecclesiastico, il suo territorio appartiene alla diocesi di Treviso e al vicariato di Mirano.
Ventiquattresimo comune del Veneto per popolazione, è al secondo posto nella regione, dopo Padova, per tasso di consumo di suolo (nel 2023, il 43,2% del territorio comunale risulta cementificato, a fronte di una media regionale dell’11,88%) e per densità abitativa.

## Geografia fisica
Il territorio di Spinea si estende ad ovest della terraferma veneziana, a poca distanza dalla Laguna e da porto Marghera. Si tratta di un'area totalmente pianeggiante, con altitudini che variano dai 3 agli 8 m s.l.m. andando da sudest a nordovest. Non esistono corsi d'acqua di particolare rilievo. Da nord a sud, si hanno il rio Dosa, il rio Cimetto (paleoalveo del Muson), il fosso Parauro-Cimetto di Spinea, il fosso Cimetto e il canale Menegon-canale Cime-canale Tron.

## Storia

### Le origini e l'età romana
Sebbene i reperti più antichi risalgano all'età romana, non è comunque da escludere l'esistenza di insediamenti della civiltà paleoveneta, né la presenza umana durante la preistoria. In effetti il territorio di Spinea favoriva la colonizzazione grazie alla fitta presenza di risorse idriche, e tra i vari corsi d'acqua va ricordato il Muson (il cui alveo originale è oggi occupato dal rio Cimetto), comoda via di comunicazione con la Laguna Veneta.
La zona fu centuriata sotto i romani e il Muson fungeva da confine tra gli agri di Padova e di Altino. Sembra che il toponimo sia riferito al diverso orientamento dei rispettivi tracciati viari delle centuriazioni, motivo per cui la disposizione delle strade andava ad assumere un andamento a spina di pesce. Inoltre, sembra che a Crea si trovasse un porto fluviale e forse una cava di argilla (in veneto crea significa "creta").

### L'alto medioevo
Le invasioni barbariche portarono il territorio in grave decadenza, sia per quanto riguarda le città (Altino fu più volte distrutta), sia per le campagne: la zona di Spinea si spopolò e i campi coltivati furono preda di boschi e paludi.
Al periodo dei Franchi, iniziato sul finire dell'VIII secolo e conclusosi alla metà del IX, risalirebbe la cappella di Orgnano, intitolata a san Leonardo di Noblac.

### Il periodo trevigiano
La rinascita dell'anno Mille portò alla crescita demografica e, di conseguenza, al sorgere di nuovi insediamenti (forse derivanti dagli antichi pagi romani): è nei documenti di questo periodo che cominciano comparire i nomi di Rossignago, Crea, Orgnano, Zigaraga e Spinea. L'insediamento più rilevante era Rossignago, dove aveva sede la chiesa di Santa Maria che, in quanto pieve, rappresentava il riferimento religioso (ma anche sociale) per gli altri abitati della zona. Dipendeva dal vescovo di Treviso, il quale cedette più tardi il potere temporale a un governo di tipo comunale.
Benché sottoposto alla pieve, ciascun villaggio godeva di una propria autonomia, andando a costituire una regola. Era amministrata da un meriga nominato durante l'assemblea dei capifamiglia, con compiti amministrativi, fiscali e di ordine pubblico.
Ancora in quest'epoca, il territorio di Spinea rappresentò una zona di confine (ora tra Padova e Treviso), segnato sempre dal fiume Muson. Fu quindi al centro di scontri e scorrerie e, sin dalle invasioni degli Ungari (inizio X secolo) fu dotato di una serie di fortificazioni, tra le quali spiccava il castello di Orgnano. Era amministrato dall'omonima famiglia comitale (si ricorda Giordanino da Orgnano, alleato di Ezzelino II da Romano), alla quale succedettero Liberio da Zan (1233), il doge Pietro Ziani, i Negri e i Soranzo. Dopo la guerra della Lega di Cambrai il castello perse ogni importanza militare e fu abbattuto. Altre installazioni degne di nota erano il Serraglio del Muson, realizzato dai Carraresi, e una torre di avvistamento (XII secolo), oggi campanile della chiesa di San Vito e Compagni Martiri.

### La Serenissima
Nel 1338, Treviso, e con essa Spinea, passò alla Repubblica di Venezia. Da questo momento l'attuale comune venne ricompreso nel territorio della podesteria di Mestre.
Frattanto Spinea aumentava d'importanza rispetto a Rossignago, e in effetti si assistette al trasferimento della pieve.
Ci vollero ancora diversi anni prima che la presenza veneziana potesse portare stabilità politica. Durante la guerra di Chioggia lo Spinetense venne ancora devastato dalle truppe di passaggio. Dopo un secolo di quiete, la guerra della Lega di Cambrai portò Spagnoli e Imperiali all'attacco di Mestre e tutto il territorio circostante venne saccheggiato.
Seguì dunque un periodo di pace e relativo benessere. I patrizi portarono i loro interessi sull'agricoltura in terraferma: Spinea fu una delle prime località in cui fece la sua comparsa la "civiltà delle ville venete"; l'espansionismo veneziano si dirigeva lungo la via Miranese, dove tuttora si affacciano diversi palazzi.
Nel Seicento il territorio fu coinvolto in una serie di opere idrauliche al fine di deviare il Muson lontano dalla Laguna veneta (dove l'accumulo di detriti fluviali minacciava l'esistenza di Venezia). Il fiume è deviato molto più a sud, incanalandone le acque nel Taglio Nuovo e nel Taglio Nuovissimo, mentre gli acquitrini che sorgevano a Spinea sono bonificati. L'unica traccia rimasta dell'antico alveo è oggi rappresentata, sembra, dal corso del rio Cimetto.

### Da Napoleone al Regno d'Italia
Nel maggio del 1797 la Serenissima si arrese alle truppe di Napoleone. Sul modello francese, fu abolito il sistema delle regole e delle podesterie e si istituirono Municipalità, Cantoni e Dipartimenti. La Municipalità di Spinea entrò a far parte del Dipartimento del Brenta, ma con il trattato di Campoformio il Veneto venne ceduto agli Austriaci che attuarono una nuova organizzazione amministrativa.
Nel 1807, dopo il ritorno dei Francesi, il nuovo Comune di Spinea, parte del Cantone di Mestre, fu aggregato al Dipartimento dell'Adriatico (l'attuale provincia di Venezia). In questo periodo furono aboliti gli ordini monastici e i beni a loro appartenuti vennero incamerati nel demanio. Il comune si ritrovò così ad amministrare la chiesa di San Vito, prima di allora dipendente dal monastero di Sant'Elena di Venezia.
Nel 1815 si ebbe il ritorno degli Austriaci e quindi l'istituzione del Regno Lombardo-Veneto.

### Simboli
Lo stemma e il gonfalone sono stati concessi con decreto del presidente della Repubblica del 6 ottobre 1953.
Il gonfalone è un drappo di giallo al palo di azzurro.

## Monumenti e luoghi d'interesse

### Architetture religiose

#### Chiesa arcipretale dei Santi Vito e Modesto

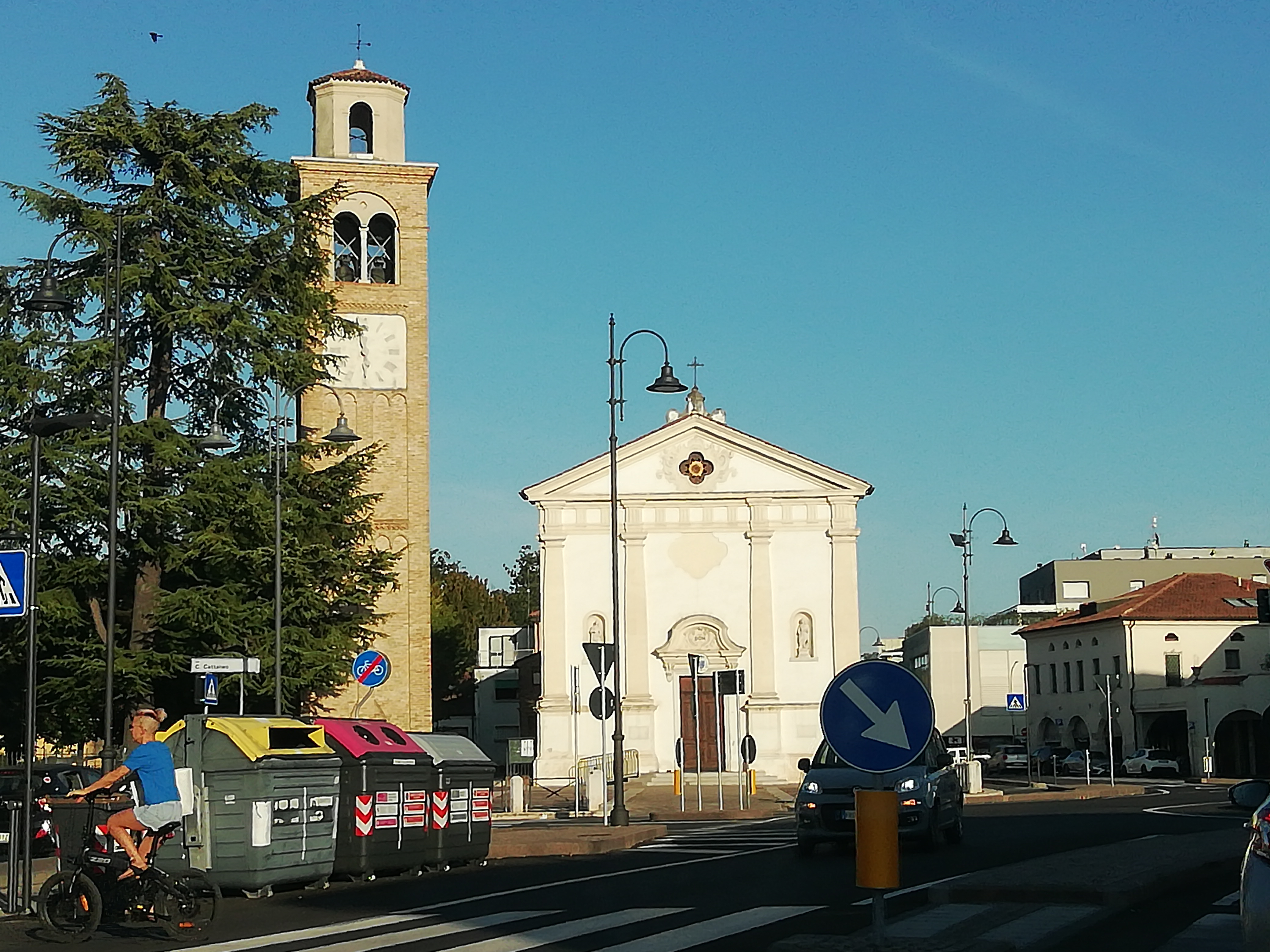
La chiesa osservata da via Roma

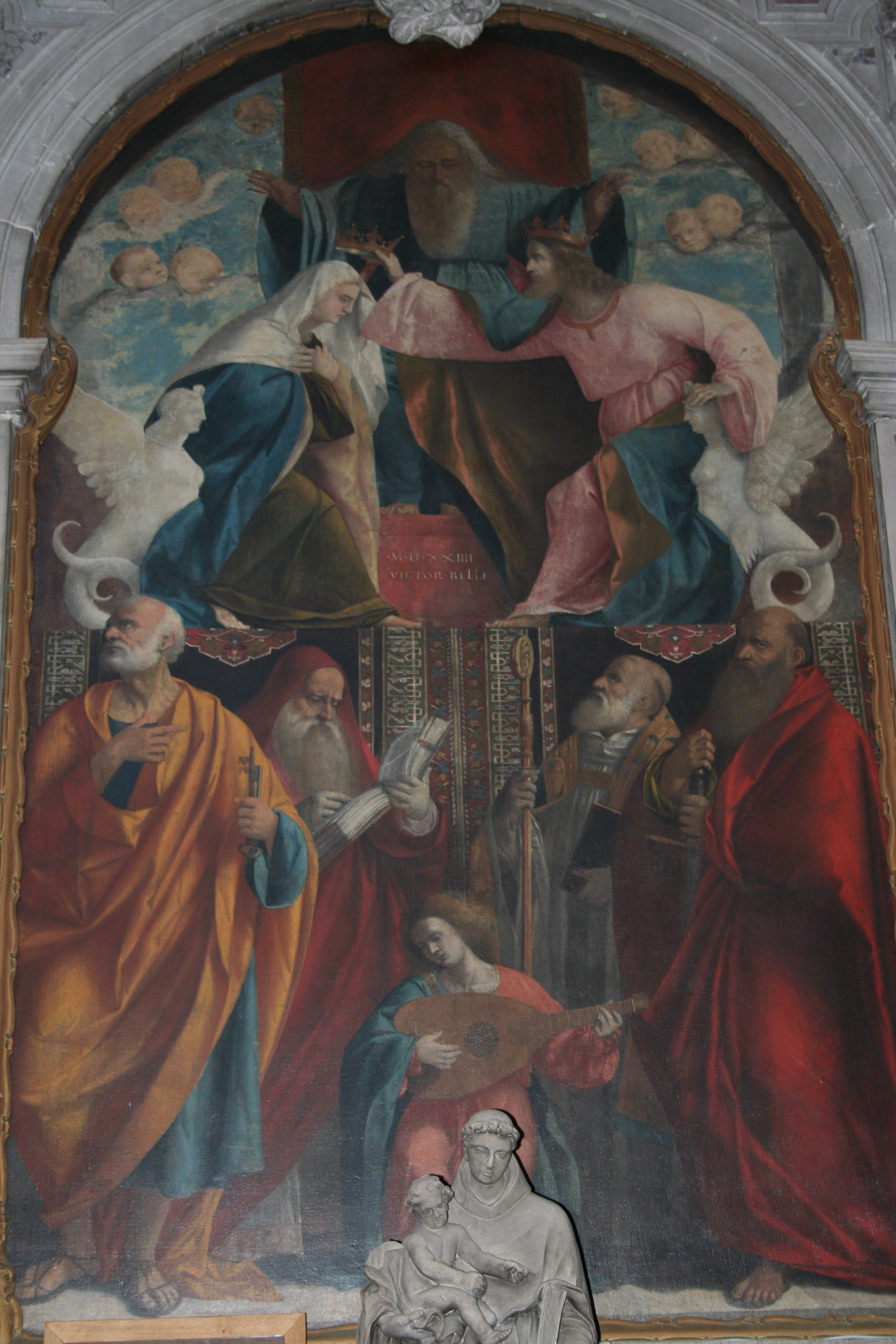
Incoronazione della Vergine di Vittore Belliniano.

La chiesa dei Santi Vito e Modesto è il principale luogo di culto del capoluogo. Conserva al suo interno alcune interessanti opere, tra cui una Incoronazione della Vergine del 1524 di Vittore Belliniano e l'organo del 1773 di Gaetano Callido. Il campanile è uno degli ultimi resti del castello di Orgnano, abbattuto nel XVI secolo.

#### Parrocchiale di Santa Maria Bertilla

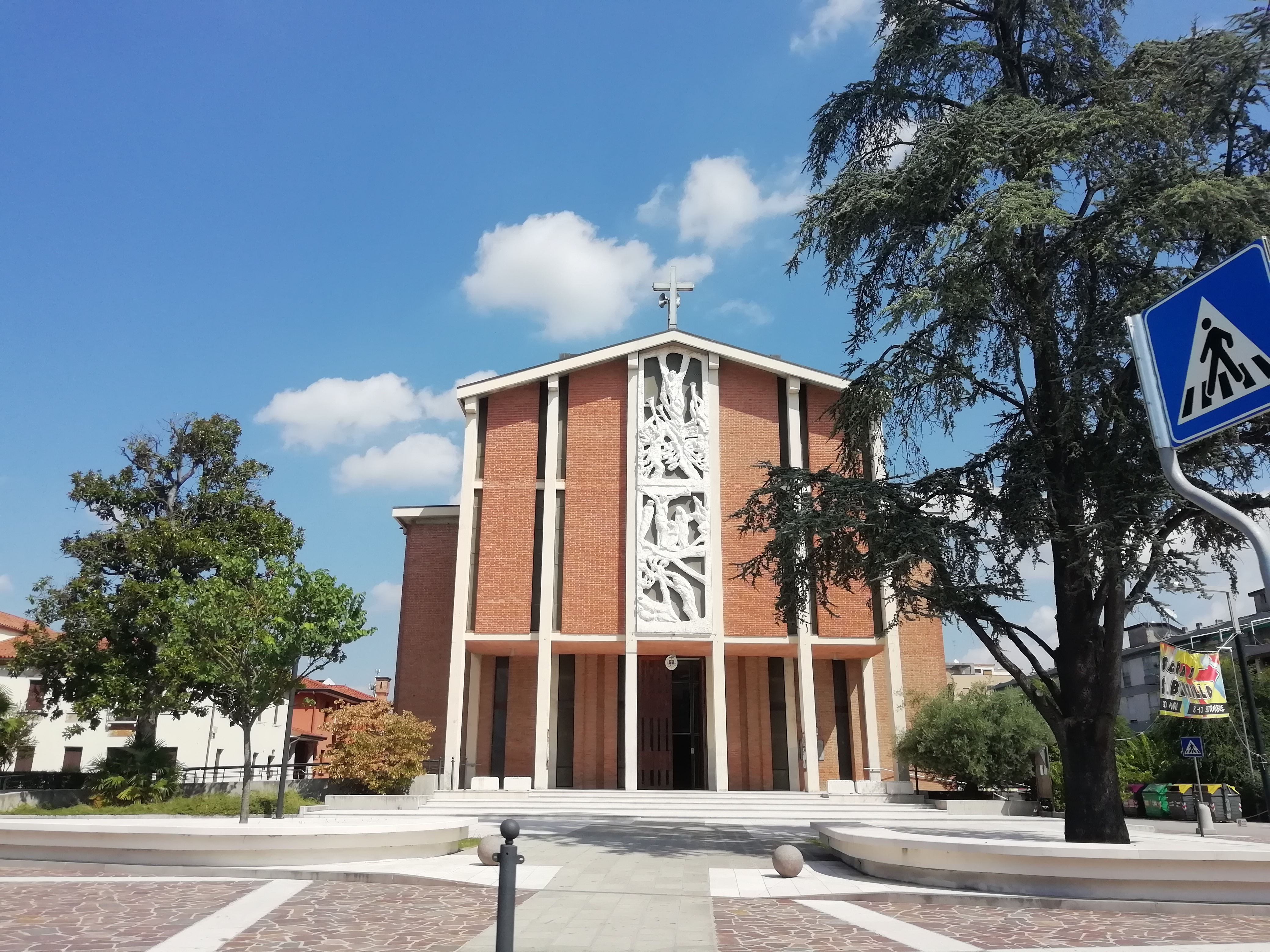
La facciata della chiesa di Santa Maria Bertilla

La parrocchiale di Santa Maria Bertilla, che oggi costituisce il principale luogo di culto di Spinea insieme alla centrale chiesa dei Santi Vito e Modesto, fu costruita nei primi anni Sessanta in risposta all’ampia crescita demografica che la città, e in particolar modo i vicini quartieri di Orgnano e del Villaggio dei Fiori, stavano vivendo all’epoca. 
Fu inaugurata nel 1965 e intitolata, prima chiesa al mondo, a santa Maria Bertilla, che era stata canonizzata nel 1961.
La struttura dell’edificio, composto da un’ampia navata unica, è moderna e piuttosto semplice, ma impreziosita da varie opere d’arte, tra cui spiccano una tela di considerevoli dimensioni raffigurante l'Ultima Cena che domina l’altare maggiore, un’antica pila per l’acqua santa in stile bizantino e il fonte battesimale, ricavato da una vera da pozzo benedettina proveniente dalla chiesa dei Santi avuto e Modesto. Di rilievo, poi, sono le dodici vetrate policrome realizzate nel 2004 da Angelo Fassina che celebrano le opere di misericordia corporali e spirituali con personaggi e testimoni cristiani del secolo scorso. 

#### Santa Maria Assunta

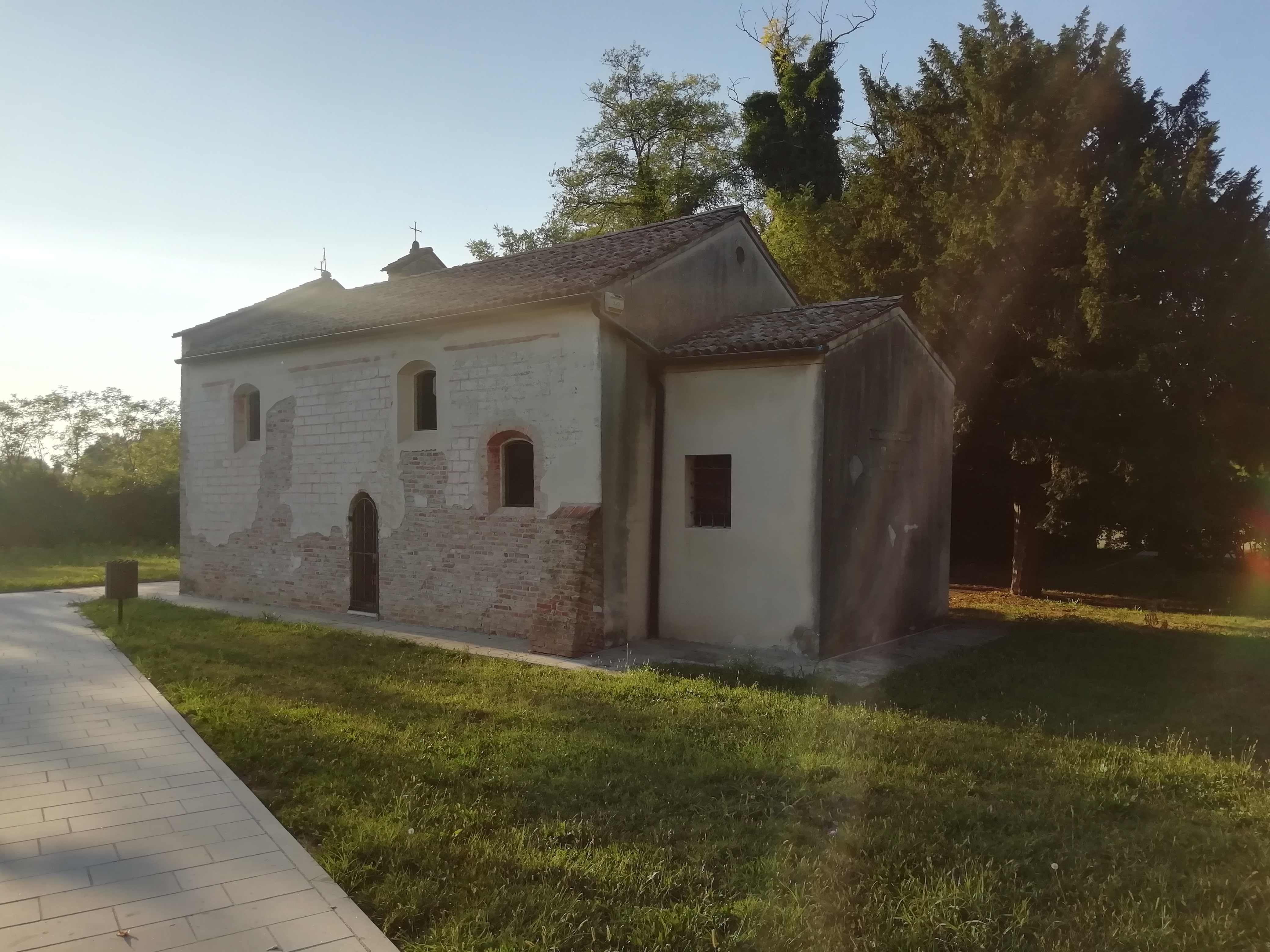
La chiesa di Santa Maria Assunta

Nel suo territorio si trova l'antica chiesa di Santa Maria Assunta, nella via Rossignago. Il primitivo edificio di Santa Maria Assunta sorse nel X-XI secolo, quale chiesa matrice del territorio di Spinea, dotata di fonte battesimale e soggetta direttamente alla giurisdizione del Vescovo di Treviso. Successivamente l'usura dei tempi ed i danni provocati dai vari eserciti che sono transitati e si sono scontrati nel territorio spinetense, in particolare nella battaglia di Orgnano (1320), ne causarono la distruzione pressoché totale tanto che presto se ne perde quasi completamente la memoria. Ricostruita quasi dalle fondazioni e portata a nuova esistenza nel 1382 per volere del Vescovo Pietro da Baone, si trasforma ben presto in chiesa campestre e centro di culto mariano. Sia pur danneggiato, notevole è l'affresco della Madonna della rosa, attribuito a Federico Tedesco.

#### Oratorio di San Leonardo

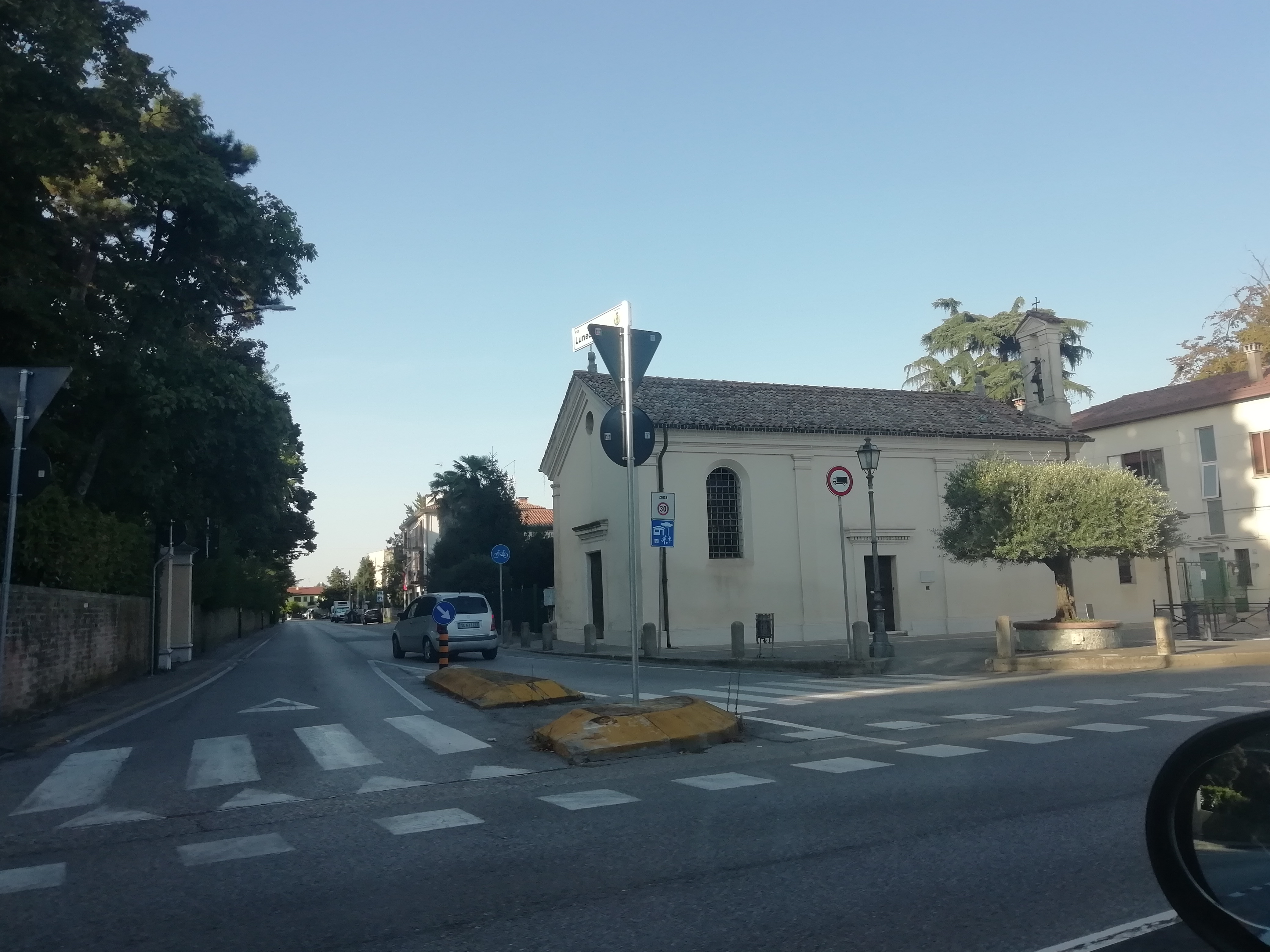
L’oratorio di San Leonardo visto dall’incrocio tra via Roma e via Luneo

Si affaccia sull'inizio di via Luneo, di fronte a villa Saviane. Di remote origini (l'intitolazione lo rimanderebbe al periodo dei Franchi), è ciò che resta del castello di Orgnano di cui rappresentava la cappella. Sino al 1964, anno in cui fu costruita la parrocchiale di Santa Maria Bertilla, costituì il luogo di culto di riferimento per la comunità locale.
Caduto in disuso e ridotto in pessime condizioni, nel 1983-86 ha subito un radicale restauro che ha recuperato, fra l'altro, alcuni antichi affreschi.

### Villa Simion

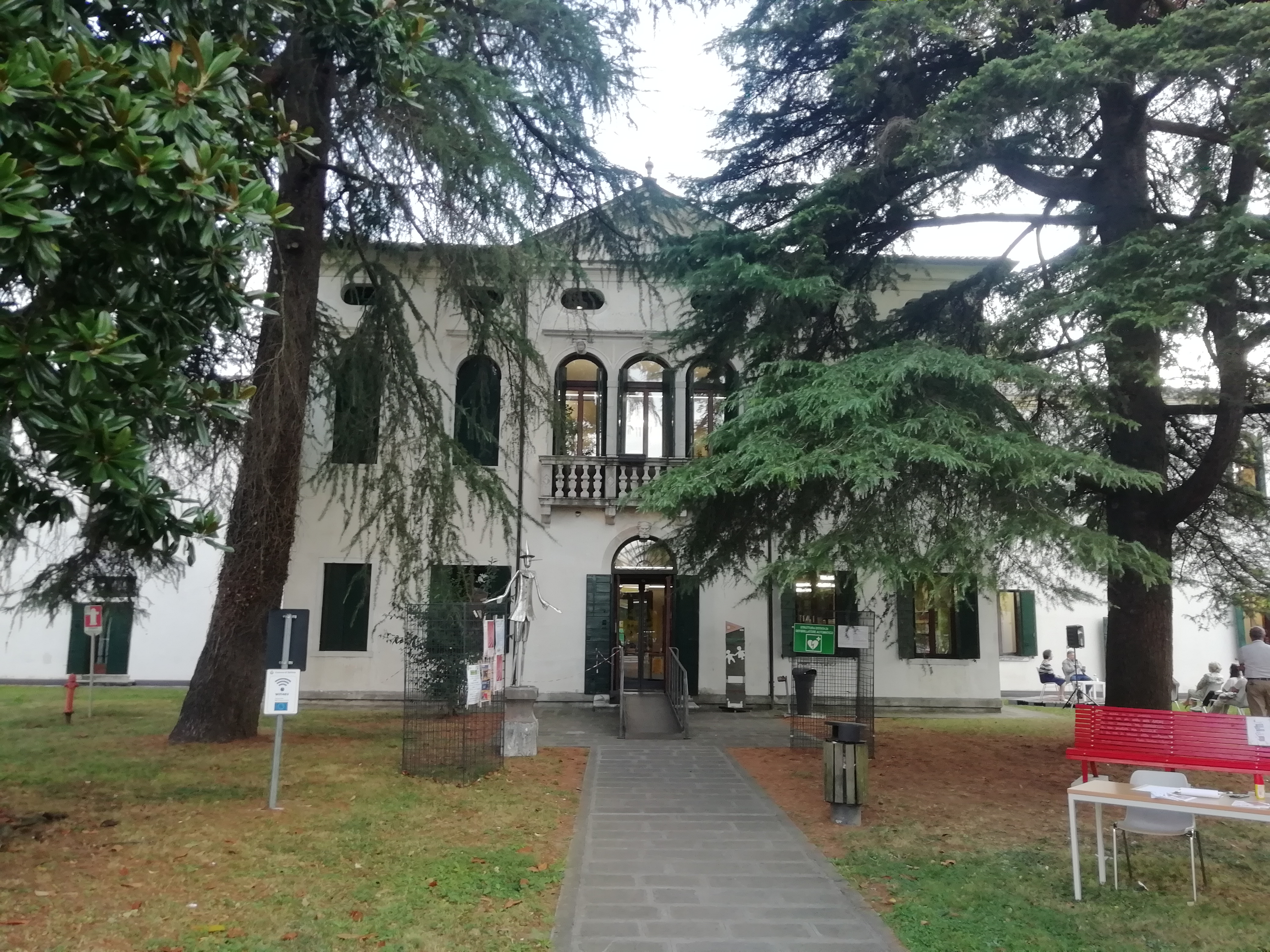
Villa Simion, sede della biblioteca comunale di Spinea

1711 prime notizie storiche sull'edificio: una famiglia facoltosa, ma non nobile, forse artigiana e foresta (cioè non originaria di Venezia), abitante nel sestiere di San Marco, decise di edificare uno stabile confortevole lungo la via principale del paese con lo scopo di possedere una dimora da spasso e villeggiatura, ove invitare amici e parenti.
1728 vendita al veneziano Antonio Gasparini, di famiglia non nobile, ma agiata e legata ad una parentela estesa. Venne ordinato il totale rifacimento dell'edificio, poiché essendo questo molto semplice e modesto non avrebbe testimoniato le elevate possibilità economiche del compratore.
1795 vendita a Francesco Occioni, membro di una famiglia di notai veneziani, già proprietario di un fabbricato contiguo alla villa in direzione est.
Nel 1873 fu proprietà dei Pescarolo, nel 1907 venne rilevata dalla famiglia Orlandini, borghesi veneziani. Nel 1912 fu ceduta alla famiglia Bortoluzzi e nel 1935 a Pia Fiori coniugata Franco, da cui la villa fu denominata "Villa Franco".
In questo periodo, la villa iniziò il suo declino, poiché i proprietari non vi abitavano stabilmente, e non garantivano la cura continua degli stabili.
Le vicine case a schiera furono alienate e costituirono un corpo indipendente con un'unica viuzza d'accesso da via Miranese, la cosiddetta calle.
Nel secondo dopoguerra la struttura dei locali venne modificata per ricavare una dozzina di unità immobiliari da affittare: questa sistemazione comportò l'imbiancatura e la scalfittura delle poche fasce decorate ad affresco e stucco.
Nel 1967 l'amministrazione comunale di Spinea rilevò l'edificio. Da questo momento in poi la villa divenne edificio pubblico.
Dal 1967 al 1977 ci fu un primo restauro.
Dal 1977 al 1994 la villa, denominata Villa Simion in onore di Angelo Simion, sindaco ininterrottamente dal 1946 al 1970, sotto la cui amministrazione venne acquistata, ospitò la biblioteca comunale.
Dal 1994 al 2002 la villa fu sottoposta ad un secondo restauro.
Dal gennaio 2002 la villa è stata riaperta e gli spazi sono stati nuovamente destinati ad accogliere la biblioteca comunale.
Dal febbraio 2014 sono iniziati nuovi lavori di restyling e di modifica dell'impianto di illuminazione.

### Parco Nuove Gemme

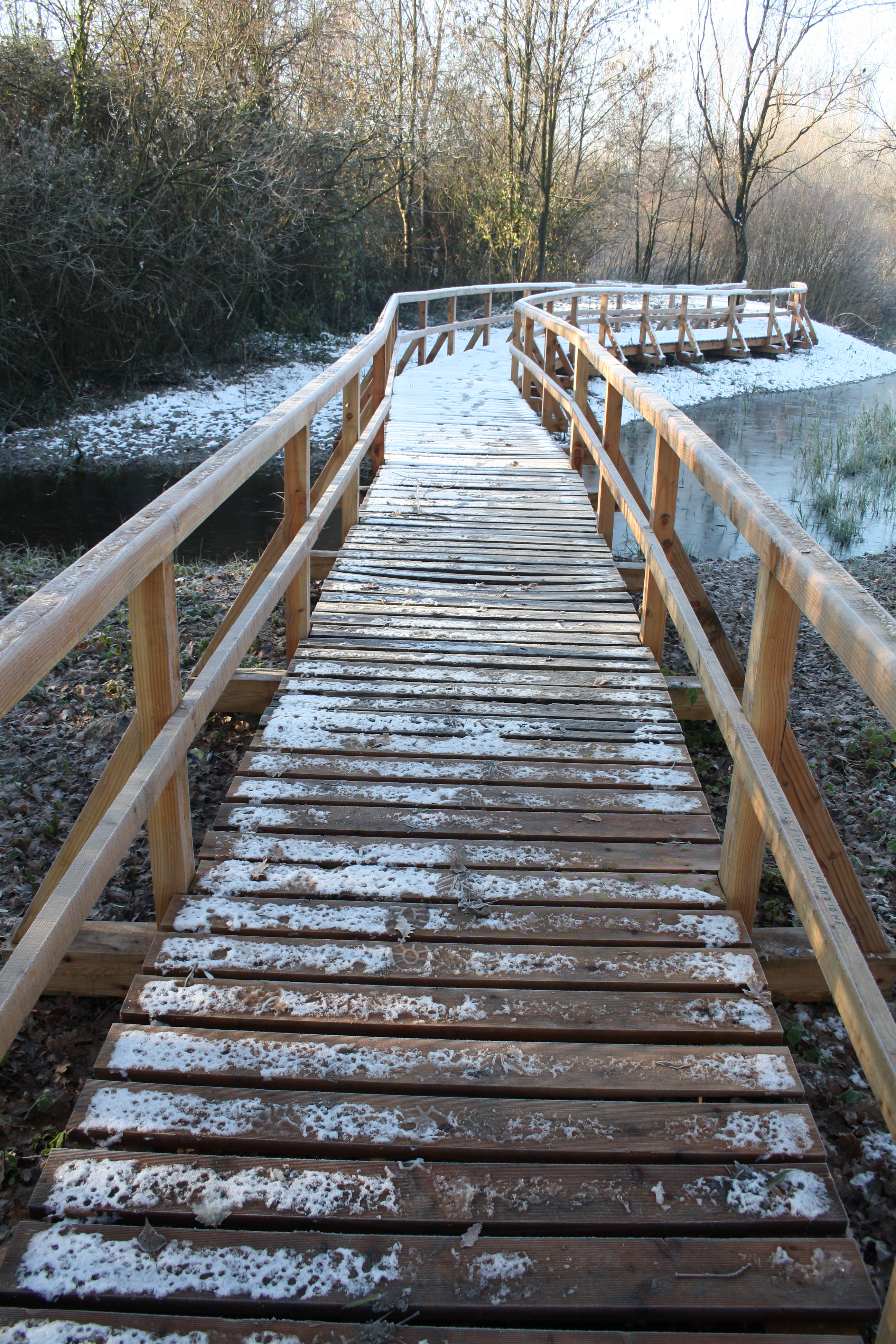
Uno scorcio dell’oasi WWF di Spinea

Fra le aree di verde pubblico presenti nel territorio di Spinea, la più importante è indubbiamente il parco Nuove Gemme, sito in pieno centro, a breve distanza dal municipio, con i due ingressi principali in via Buonarroti e in via Rossignago. Il parco, che ha un’area di circa 11,5 ettari, ospita al suo interno numerose attrazioni per i bambini, dai quali è molto frequentato, ma anche un palco, dove sovente si tengono eventi, un bar, un'area cani ed alcune strutture sportive, come il pattinodromo di Spinea o i campi da basket. Contigua rispetto al parco è l’oasi WWF di Spinea, una delle pochissime aree di natura pressoché incontaminata rimasta nel territorio comunale.

## Società

### Evoluzione demografica
Abitanti censiti

### Etnie e minoranze straniere
Al 31 dicembre 2023 i residenti stranieri erano di 3.182 abitanti, pari all'11,78% della popolazione.

## Geografia antropica

### Frazioni
Il comune non riconosce a nessuna località lo status di frazione. In effetti, la notevole espansione urbana verificatasi negli ultimi decenni ha riunito in un'unica conurbazione (peraltro in continuità con la vicina Mestre) tutte le varie borgate del territorio, un tempo ben distinte fra loro. Se dunque Spinea paese si trova pressappoco al centro del territorio, all'estremità ovest è situata Orgnano; a sud-ovest sorge invece Crea e a sud Fornase; si hanno poi Rossignago, a nord-ovest, Fossa a ovest, e Graspo d'Uva, all'estremità est.

### L’urbanizzazione
A seguito dell'intensa urbanizzazione iniziata nel secondo dopoguerra e proseguita senza sosta sino al nuovo millennio, Spinea occupa la seconda posizione nella classifica dei comuni con il maggior consumo di suolo della Regione Veneto redatta dall'ISPRA con un dato pari al 43,3% nel 2023. Nonostante ciò, la profonda urbanizzazione continua a non arrestare la sua crescita: nel solo anno 2021, per esempio, sono stati costruiti circa 10 ettari di nuovi edifici nelle aree di via Capitanio e via Crea, in terreni precedentemente agricoli.

## Infrastrutture e trasporti

### Strade

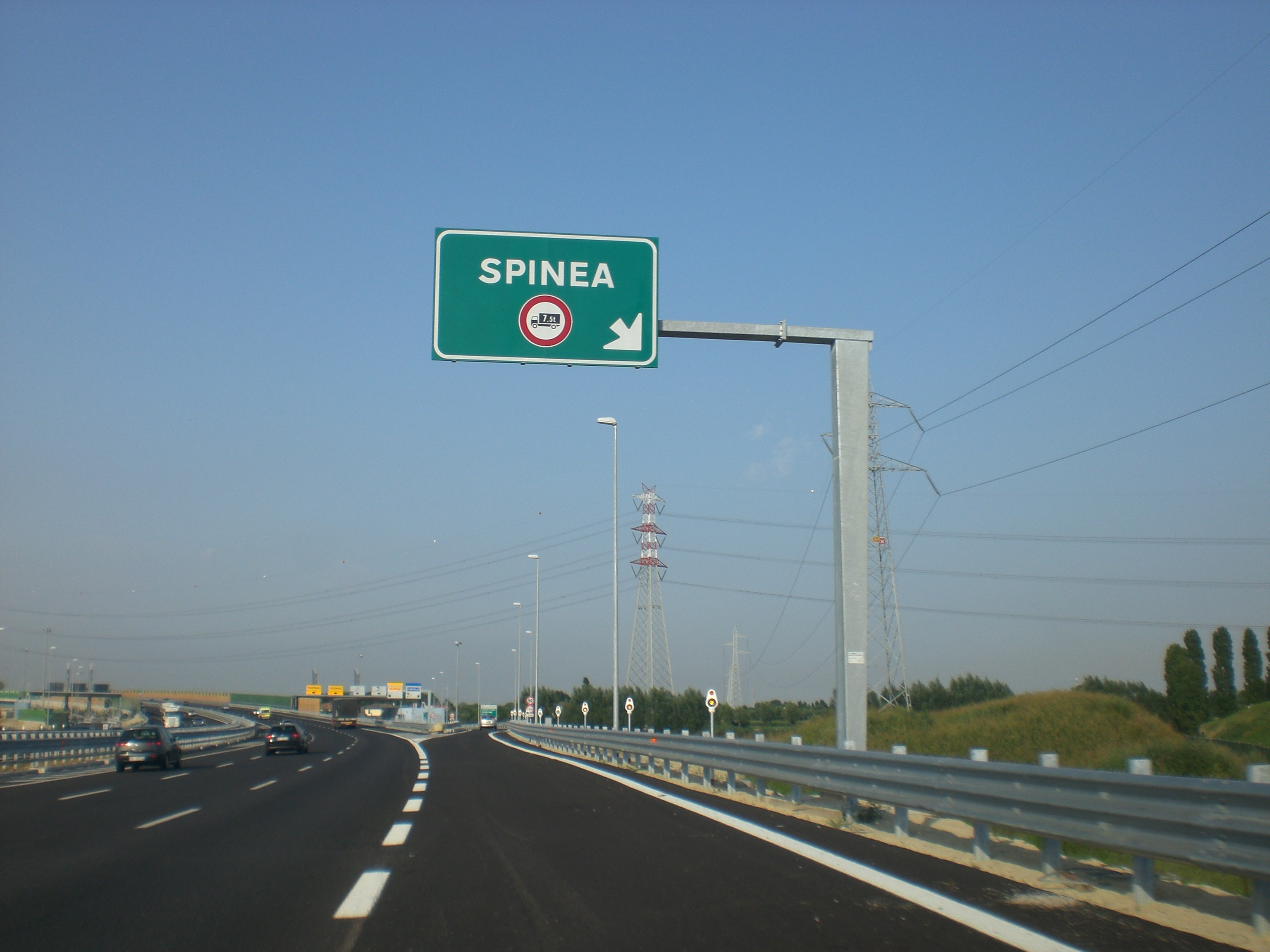
Lo svincolo di Spinea in direzione Trieste

Il territorio di Spinea è attraversato dalla autostrada A4 Torino-Trieste, precisamente dal tratto denominato localmente "Passante di Mestre" e inaugurato nel 2009, il quale ha nel territorio comunale, nei pressi della località Crea, uno svincolo autostradale. Spinea è anche attraversata dal tracciato della Tangenziale di Mestre per il tratto compreso tra il casello di Mirano-Dolo e la barriera di Venezia-Mestre.
Spinea, inoltre, come già ricordato, sorge lungo il tracciato della Via Miranese (SP 32), un tempo considerata la principale direttrice di collegamento tra Mestre e Padova e oggi denominata localmente "via Roma". Grazie a questa arteria, il paese è collegato direttamente a Mestre, a Mirano e, tramite l'ex Strada statale 515 Noalese, a Padova. La strada, assai trafficata, per divenire più scorrevole, negli ultimi anni è stata oggetto della costruzione di numerose rotatorie, in sostituzione di diversi semafori. Alcuni anni fa sono state costruite due nuove strade di circonvallazione, a nord e a sud del paese, che hanno decongestionato l'abitato e facilitato gli accessi al casello autostradale di Crea e alla stazione ferroviaria sorta lungo la linea Venezia-Trento.
La città è servita dalle linee degli autobus ACTV.

### Ferrovie

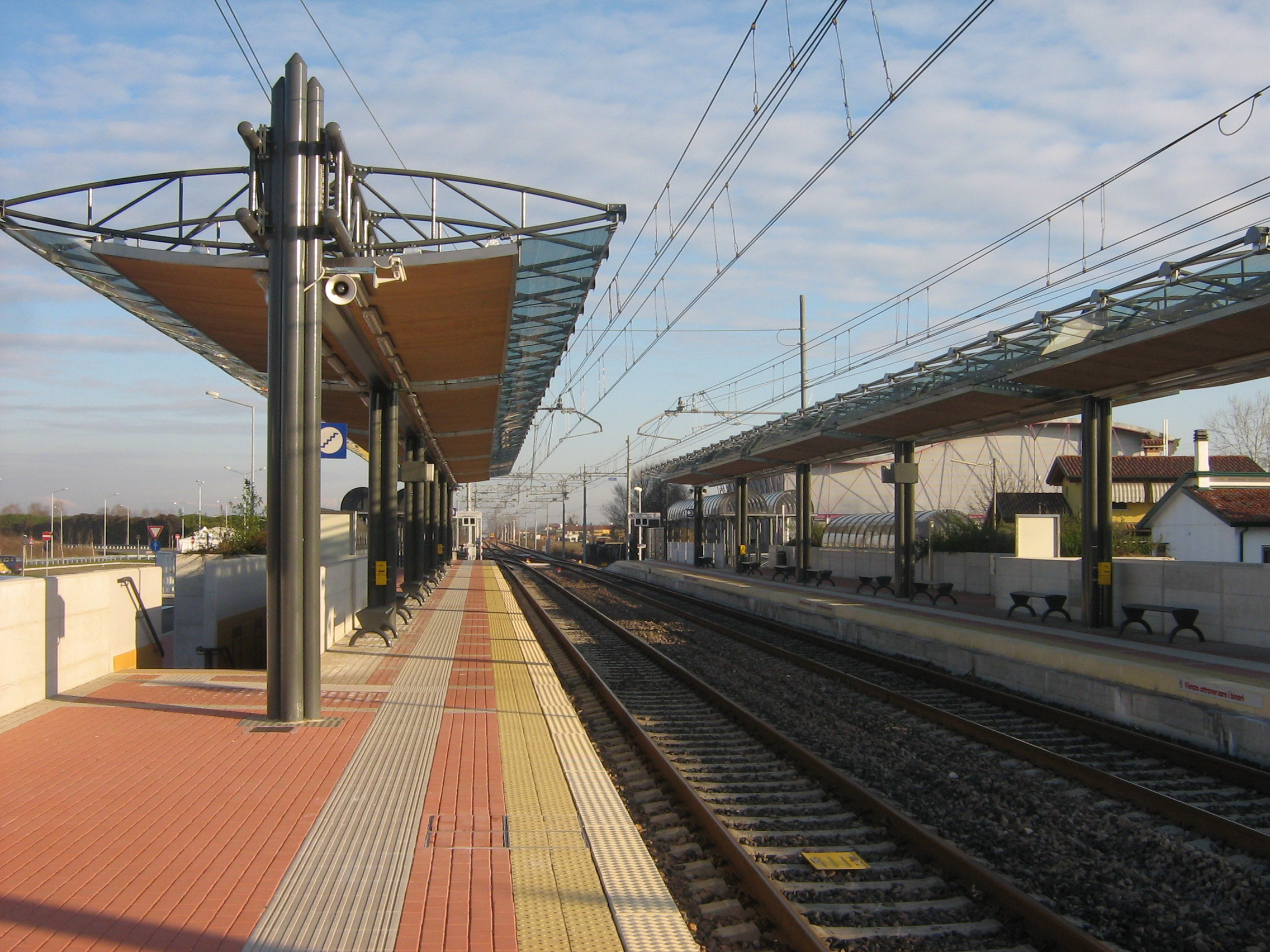
La stazione di Spinea

Spinea è dotata di una stazione ferroviaria a binario doppio che la collega a Venezia e Trento, grazie allo Scavalco di Maerne.
La struttura è stata realizzata secondo i parametri del Sistema Ferroviario Metropolitano Regionale (SFMR) ed è raggiunta, dalla navetta GiroSpinea di ACTV, che la collega con il centro e la periferia.

## Amministrazione

### Sindaci dal 1946
| Nominativo                                           | Nominativo                                        | Partito / Coalizione                              | Periodo                                           | Elezione                                          |
| Sindaci eletti dal Consiglio comunale (1946-1995)    | Sindaci eletti dal Consiglio comunale (1946-1995) | Sindaci eletti dal Consiglio comunale (1946-1995) | Sindaci eletti dal Consiglio comunale (1946-1995) | Sindaci eletti dal Consiglio comunale (1946-1995) |
| ---------------------------------------------------- | ------------------------------------------------- | ------------------------------------------------- | ------------------------------------------------- | ------------------------------------------------- |
|                                                      | Angelo Simion                                     | Partito Socialista Italiano                       | 1946-1970                                         | 1946                                              |
| 1951                                                 | Angelo Simion                                     | Partito Socialista Italiano                       | 1946-1970                                         |                                                   |
| 1956                                                 | Angelo Simion                                     | Partito Socialista Italiano                       | 1946-1970                                         |                                                   |
| 1960                                                 | Angelo Simion                                     | Partito Socialista Italiano                       | 1946-1970                                         |                                                   |
| 1964                                                 | Angelo Simion                                     | Partito Socialista Italiano                       | 1946-1970                                         |                                                   |
|                                                      | Ettore Bonas                                      | Partito Socialista Italiano                       | 1970-1972                                         | 1970                                              |
|                                                      | Giuseppe De Perini                                | Partito Socialista Italiano                       | 1972-1975                                         | (1970)                                            |
|                                                      | Tiberio Niero                                     | Partito Comunista Italiano                        | 1975-1980                                         | 1975                                              |
|                                                      | Claudio Rampado                                   | Partito Comunista Italiano                        | 1980                                              | 1980                                              |
|                                                      | Loris Manente                                     | Partito Socialista Italiano                       | 1980-1990                                         | (1980)                                            |
| 1985                                                 | Loris Manente                                     | Partito Socialista Italiano                       | 1980-1990                                         |                                                   |
|                                                      | Federica Laveder                                  | Partito Socialista Italiano                       | 1990-1993                                         | 1990                                              |
|                                                      | Orlando Rigato                                    | Democrazia Cristiana                              | 1993-1995                                         | (1990)                                            |
| Sindaci eletti direttamente dai cittadini (dal 1995) |                                                   |                                                   |                                                   |                                                   |
|                                                      | Gelindo Tonon                                     | Sinistra                                          | 1995-1999                                         | 1995                                              |
|                                                      | Claudio Tessari                                   | Centro-destra                                     | 1999-2009                                         | 1999                                              |
| 2004                                                 | Claudio Tessari                                   | Centro-destra                                     | 1999-2009                                         |                                                   |
|                                                      | Silvano Checchin                                  | Centro-sinistra                                   | 2009-2019                                         | 2009                                              |
| 2014                                                 | Silvano Checchin                                  | Centro-sinistra                                   | 2009-2019                                         |                                                   |
|                                                      | Martina Vesnaver                                  | Centro-destra                                     | 2019-2023                                         | 2019                                              |
|                                                      | Paola De Palma (Commiss. prefettizio)             | -                                                 | 2023-2024                                         | -                                                 |
|                                                      | Franco Bevilacqua                                 | Centro-sinistra                                   | 2024-in carica                                    | 2024                                              |

### Gemellaggi
- Veroli, dal 2008

## Sport
Hanno sede nel comune le società di calcio: F.C. Spinea 1966 militante nel campionato di Serie D 2021-2022 e la squadra di calcio a 5 ASD P5 Calcio Spinea che disputa il campionato di serie C2 2018-2019.
Nel comune ha sede e effettua l'attività di pallacanestro la società Asd Bears Spinea che ha disputato nel 2022 il campionato di Serie D.
Nel comune ha sede anche l'ASD Cocai TerraFerma, squadra di football americano che disputa il campionato nazionale FIDAF ed ha nella sua bacheca tre titoli nazionali CSI (2020/2021 - 2022/2023 - 2023/2024).
La Pattinatori Spinea è una squadra sportiva italiana di pattinaggio corsa fondata nel 1975.

### Impianti sportivi

#### Il pattinodromo

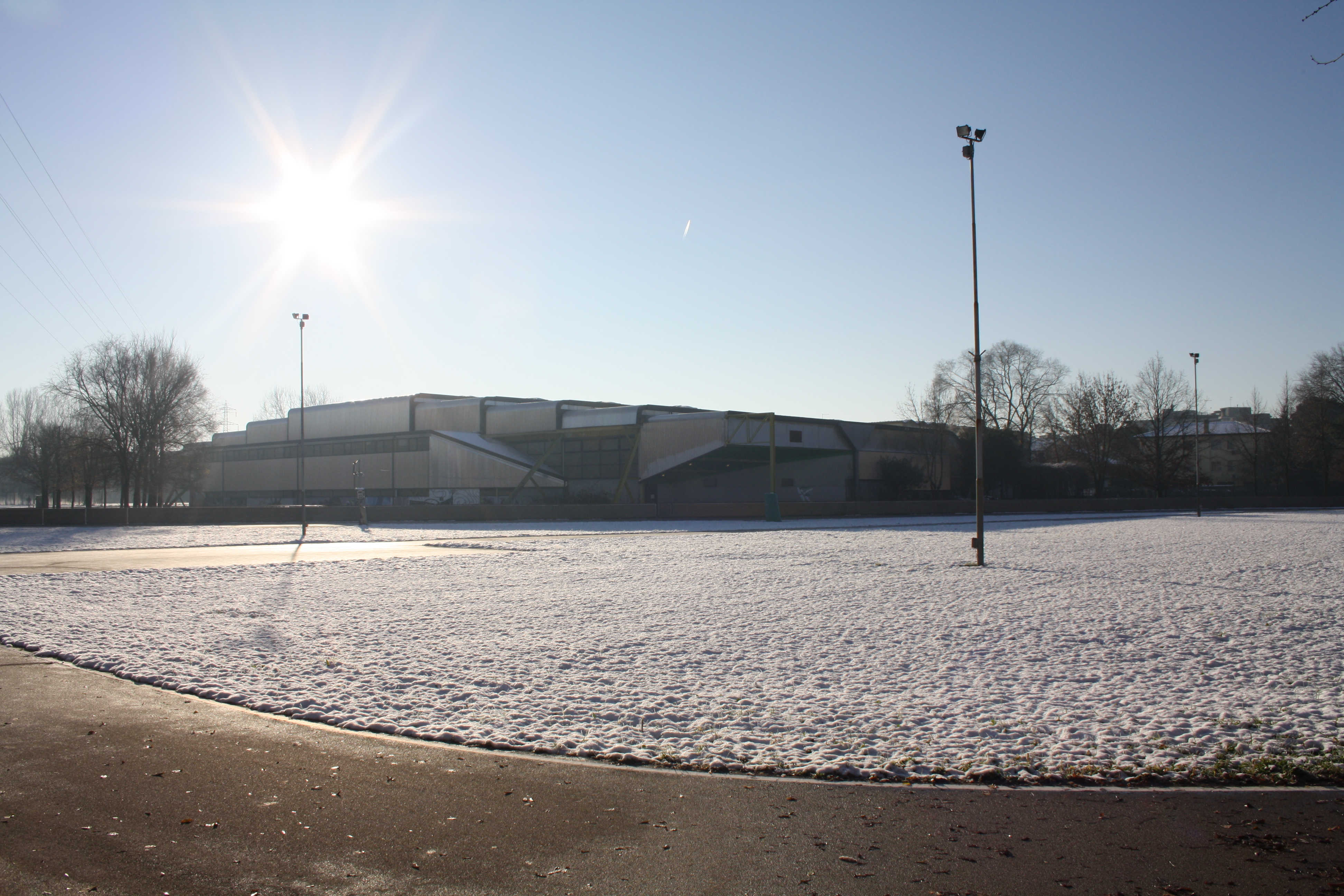
Pattinodromo di Spinea

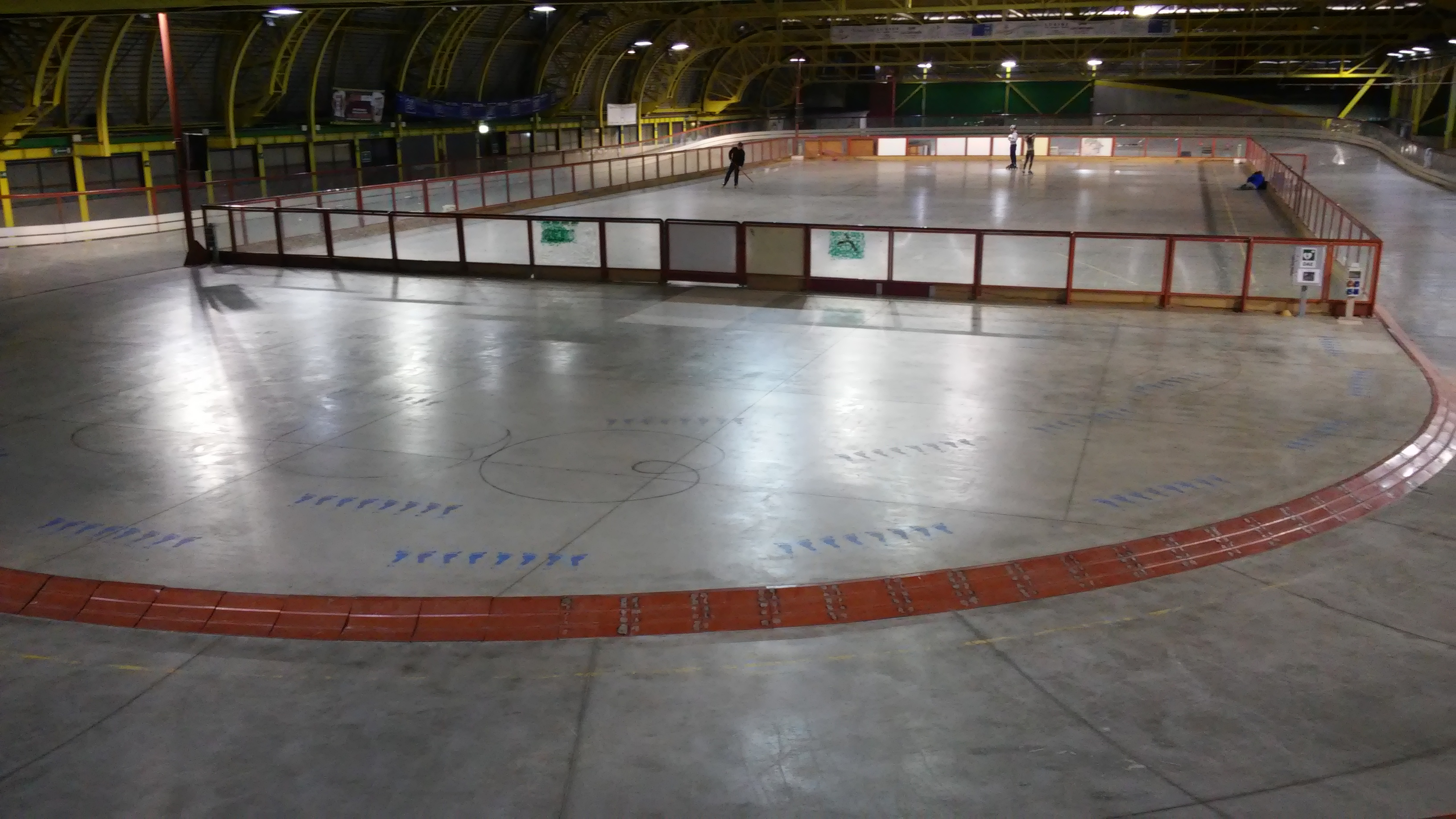
L’interno del pattinodromo

Nel comune si trova un pattinodromo dotato di anello di velocità omologato per competizioni mondiali con una superficie per attività sportive, tribune e servizi. Il tetto dell’impianto in origine era costituito da dieci settori mobili scorrevoli.

#### La piscina
Il 29 gennaio 2022 a Spinea, è stata inaugurata una piscina coperta, con un’area di settemila metri quadrati. Al suo interno sono presenti tre vasche: la più grande, semiolimpionica, ha una lunghezza di 25 metri e una profondità che varia da un minimo di 1,35 metri ad un massimo di 1,65 metri; la seconda, con impiego didattico, è larga 6 metri e lunga 12; la terza, più piccola, è utilizzata per la riabilitazione.
La struttura è privata e sarà gestita per trent’anni come impianto pubblico, sulla base di una convenzione con il Comune. La gestione è affidata alla società "Aquamore" del gruppo A&T Europe Spa, noto con i marchi "Myrtha Pools" e "Piscine Castiglione"..

### Città europea dello sport 2023
Dopo la candidatura presentata al presidente del CONI Giovanni Malagò il 12 aprile 2021 da parte del Sindaco Martina Vensnaver e dell’Assessore alla Cultura, allo Sport e alle Politiche Giovanili Elia Bettin,
l’11 ottobre 2021 Spinea viene ufficialmente nominata Città europea dello sport per l’anno 2023 dalla Commissione Europea.